# Goedele Devroy
Goedele Devroy (Leuven, 31 januari 1968) is een Vlaamse journaliste. Ze woont in Leuven.
Ze studeerde Germaanse Talen aan de Katholieke Universiteit Leuven en bleef van 1989 tot 1995 als assistent Taalkunde verbonden aan de K.U.Leuven.
Vanaf 1992 werkte ze al freelance voor Studio Brussel, als redactiemedewerker en nieuwslezeres. In 1995 stapte ze over naar de televisieredactie van de VRT. Daar deed ze gedurende 2 jaar algemene verslaggeving, waarna ze bij de buitenlandredactie terechtkwam. Daar volgde ze vooral Groot-Brittannië en Nederland.
In 2003 nam ze deel aan het eerste seizoen van de De Slimste Mens ter Wereld. Na drie deelnames moest ze de quiz verlaten.
Sinds 2004 maakt ze deel uit van de politieke redactie, waarbij ze regelmatig verslaggeving verzorgt vanuit de Wetstraat. Ze komt ook regelmatig in de nieuwsstudio van Het Journaal zelf uitleg geven bij bepaalde politieke gebeurtenissen.
Vanaf 23 september 2021 is Devroy het gezicht van Villa Politica, in opvolging van Linda De Win, die eerder dat jaar met pensioen ging.